# Clint Dempsey
Clinton Drew Dempsey (Nacogdoches, 9 de março de 1983), mais conhecido como Clint Dempsey, é um ex-futebolista norte-americano que jogava como meia ofensivo ou atacante.

## Carreira
Em 2001, Dempsey com 17 anos de idade assinou seu primeiro contrato com o New England com período de três anos. Entre esses anos, Dempsey no entanto por se destacar na MLS chamou a atenção dos clubes europeus e em 5 de janeiro de 2003, Dempsey seguiu sua carreira na Europa, onde se destacou pelo Fulham. Em 31 de agosto de 2012, Dempsey assinou por três anos com o Tottenham por um valor entre seis e 7,5 milhões, e também recusou propostas do Milan, Chelsea, Arsenal e Paris Saint Germain, ele jogou ao lado de vários ídolos europeus no Tottenham, como por exemplo, o galês Gareth Bale, Jermaine Defoe, etc. Gareth Bale antes de partir para o clube espanhol Real Madrid, disse em uma entrevista ao jornal britânico de esportes, Sports Express Britain, em que Clint Dempsey foi um dos melhores companheiros que joguei ao lado em minha carreira, e também disse que foi um dos mentores fundamentais da sua conquista dentro de campo. Com sua habilidade, os americanos decidiram chamar Dempsey para a MLS, é um jogador fundamental para o crescimento da MLS e então Dempsey decidiu ir para o Seattle Sounders ajudar o futebol crescer nos eua atual MLS. Em 3 de agosto de 2013, Dempsey voltou aos Estados Unidos para defender o Seattle Sounders.

### Retorno ao Fulham
Em 24 de dezembro de 2013, o Fulham garantiu, por empréstimo, o retorno de Dempsey ao seu quartel. O norte-americano fica, no entanto, apenas, a princípio, por dois meses e meio no elenco londrino.

### Seleção Estadunidense

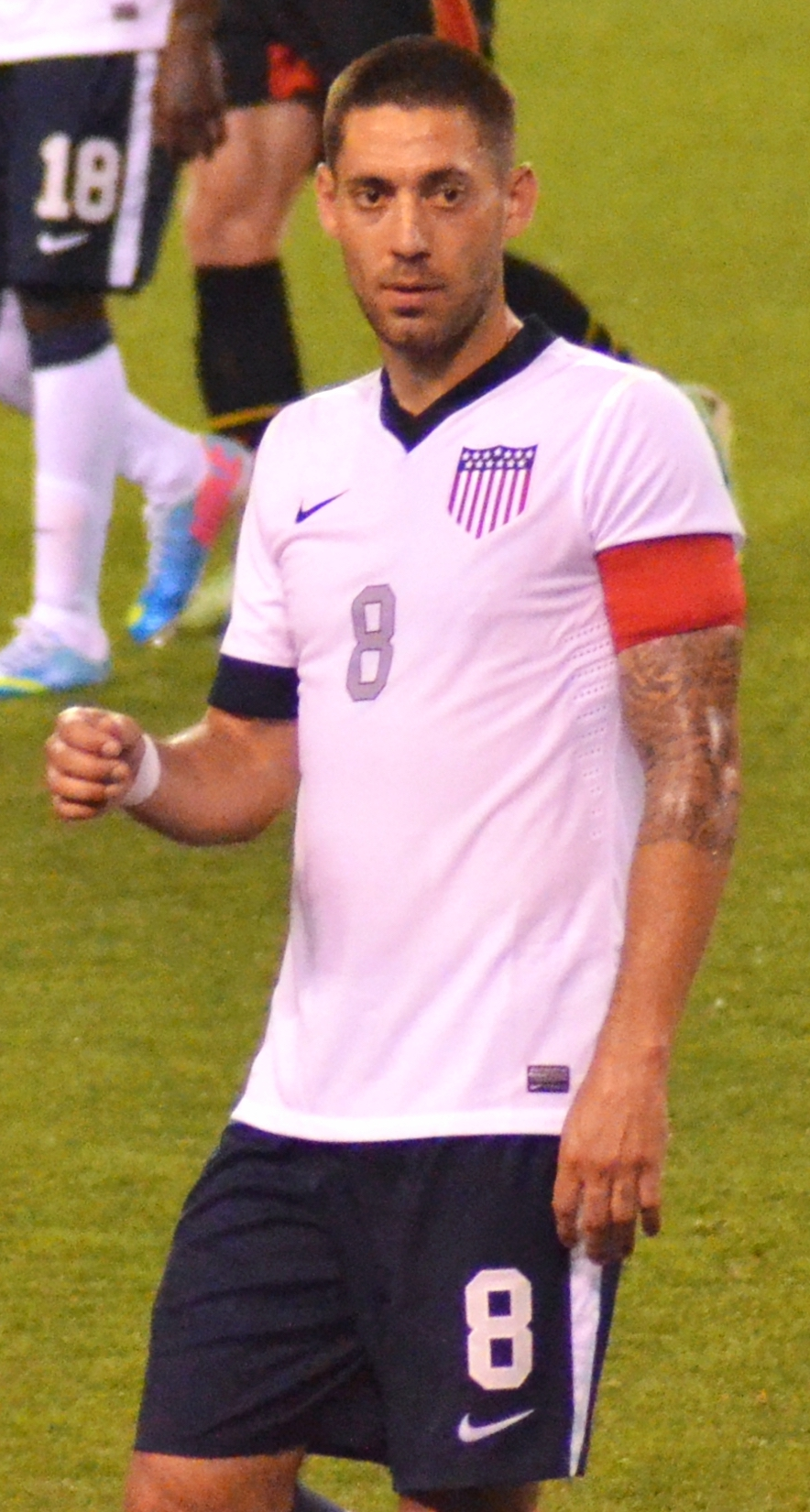
Dempsey na seleção dos EUA

Pela seleção nacional, participou das Copas do Mundo de 2006, 2010 e 2014. Na edição de 2006, marcou um gol. Na edição 2014, fez 2 gols e um deles foi um dos gols mais rápidos das copas.
Começou a destacar-se por sua seleção na partida contra o Egito, válida pela Copa das Confederações de 2009, quando marcou o terceiro gol e classificando sua seleção para a Segunda Fase do torneio. Nas semifinais os EUA jogou contra a Espanha, campeã europeia, vencendo-os por 2x0, Dempsey marcou o segundo gol, e foi eleito o melhor em campo de acordo com a FIFA. Na final da competição, contra a Seleção Brasileira, marcou o primeiro gol, mas mesmo assim sua seleção acabou perdendo o jogo. Foi um dos melhores jogadores da Copa das Confederações 2009.
Foi titular na Copa do Mundo de 2010, realizada na África do Sul, a segunda Copa de sua carreira. Marcou o gol de empate na partida entre EUA e Inglaterra, que terminou 1 a 1. Porém, sua seleção acabou eliminada nas oitavas-de-final quando perdeu para a Seleção de Gana por 2 a 1.Ele atualmente é o capitão da seleção americana.
Na Copa do Mundo de 2014, Dempsey marcou o 5° gol mais rápido da história da Copa do Mundo, aos 28 segundos de jogo, na estréia da Seleção Estadunidense contra a Seleção da Gana.
Pela seleção é o segundo maior artilheiro isolado e quarto em números de jogos. Possui dois hat-tricks, um contra a seleção de Cuba na Copa Ouro da CONCACAF de 2015 e outro contra Honduras pelas eliminatórias da Copa do Mundo de 2018.

### Vida Pessoal
Dempsey é casado com Betânia Keegan Dempsey. Eles têm uma filha chamada Elyse e um filho chamado Jackson. Costuma pescar em seu tempo livre. Crescendo, Dempsey teve de superar a morte de sua irmã, Jennifer Dempsey devido a um aneurisma cerebral. Dempsey possui ascendência irlandesa.

## Títulos
Seattle Sounders
- MLS Supporters' Shield: 2014
- US Open Cup: 2014
- MLS Cup: 2016

Seleção Estadunidense
- Copa Ouro da CONCACAF: 2005, 2007 e 2017

### Prêmios individuais
- Melhor jogador da partida da Copa do Mundo de 2014: Gana 1x2 Estados Unidos
- Melhor jogador da Premier League: 2011/12
- Melhor jogador da Copa Ouro: 2015
- Artilheiro da Copa Ouro: 2015 (7 gols)
- Melhor jogador da partida Copa das Confederações de 2009 EUA 2x0 Espanha
- Chuteira de ouro dos EUA 2008